# 黑天鵝行動
黑天鵝行動（英語：Operation Black Swan）是墨西哥和美國的聯合軍事行動，成功逮捕錫那羅亞販毒集團首腦「矮子」華金·古斯曼·洛埃拉。2016年1月8日在錫那羅亞州洛斯莫奇斯攻堅，行動由墨西哥海軍特種部隊策劃及執行，美國陸軍三角洲部隊與美國法警協助，並尋求將古斯曼引渡至美國。

## 歷史
華金·古斯曼自2015年7月11日從墨西哥阿爾莫洛亞華雷斯的聯邦監獄越獄後一直在逃。2016年1月8日，墨西哥海軍陸戰隊襲擊錫那羅亞州洛斯莫奇斯的一處房屋，根據情報該房屋有一位錫那羅亞販毒集團重要人物。海軍陸戰隊與幾名武裝份子爆發激烈槍戰，導致錫那羅亞販毒集團五人死亡。在混亂的交火中，海軍陸戰隊發現華金·古斯曼，他利用隧道逃離房屋，乘坐一輛偷來的車輛逃跑。全州對這輛被盜車輛發出警報，聯邦警察在洛斯莫奇斯以南約20公里處發現並攔截車輛。華金·古斯曼試圖用現金、資產和工作機會賄賂警察但遭到拒絕，警察將華金·古斯曼的照片向上級回報，而上級獲悉有40名殺手正在前往營救華金·古斯曼，因此下令將華金·古斯曼帶到城郊的一家汽車旅館等待支援，後把華金·古斯曼交給海軍陸戰隊。
墨西哥海軍陸戰隊在房屋裡發現一個武器儲藏室，其中包括八支突擊步槍、兩支裝有榴彈發射器的M16步槍、兩支巴雷特M82反器材步槍和一支已裝彈的火箭推進榴彈，另外繳獲兩輛裝甲車輛。